# Athyrium austroorientale
Athyrium austroorientale är en majbräkenväxtart som beskrevs av Ren-Chang Ching. Athyrium austroorientale ingår i släktet Athyrium och familjen Athyriaceae. Inga underarter finns listade.